# Breakaway (아트 가펑클의 음반)
| 전문가 평가   | 전문가 평가 |
| 평가 점수     | 평가 점수   |
| 출처          | 점수        |
| ------------- | ----------- |
| Allmusic      | [ 1 ]       |
| Rolling Stone | (Mixed)     |

《Breakaway》는 아트 가펑클의 두 번째 솔로 스튜디오 음반이다. 1975년 컬럼비아 레코드에서 발매되었다. 칼리 사이먼과 링고 스타와 같은 다른 아티스트들의 음반을 프로듀싱한 리처드 페리에 의해 프로듀싱되었다. 〈I Only Have Eyes for You〉 (미국 18위, 영국 1위), 〈Break Away〉 (미국 39위), 사이먼 & 가펑클 재결합 듀엣곡 〈My Little Town〉 (미국 9위) 등 3개의 톱 40 싱글이 수록되어 있다. 〈I Only Have Eyes for You〉는 영국에서 가펑클의 첫 번째 1위 싱글로도 유명하다. 《Breakaway》는 가펑클의 가장 성공적인 솔로 음반임이 입증되었고, 비록 그의 첫 번째 음반 《Angel Clare》 (미국 5위)보다 낮은 미국에서 7위로 정점을 찍었지만, 미국 음반 산업 협회에 의해 플래티넘 인증을 받았다.

## 커버 아트
이 커버는 할리우드 샌타모니카 대로 9071번지에 있는 댄 타나 레스토랑의 무대 사진 촬영장에서 찍은 노먼 시프 사진으로 구성되어 있다. 왼쪽은 헬레나 칼리아니오츠, 가운데는 가펑클, 오른쪽은 로리 버드이다. 이 커버 아트는 레너드 코언의 《Death of a Ladies' Man》 커버에 영감을 준 것이라는 추측이 있었지만, 아티스트나 사진작가들로부터 확인된 적은 없다.

## 곡 목록
| #  | 제목                                                   | 작사·작곡                  | 재생 시간 |
| -- | ------------------------------------------------------ | -------------------------- | --------- |
| 1. | 〈I Believe (When I Fall in Love It Will Be Forever)〉 | 스티비 원더, 이본느 라이트 | 3:47      |
| 2. | 〈Rag Doll〉                                           | 스티브 이튼                | 3:03      |
| 3. | 〈Break Away〉                                         | 베니 갤러거, 그레이엄 라일 | 3:31      |
| 4. | 〈Disney Girls〉                                       | 브루스 존스턴              | 4:32      |
| 5. | 〈Waters of March〉                                    | 안토니우 카를루스 조빙     | 3:34      |

| #  | 제목                                       | 작사·작곡                  | 재생 시간 |
| -- | ------------------------------------------ | -------------------------- | --------- |
| 1. | 〈My Little Town〉                         | 폴 사이먼                  | 3:51      |
| 2. | 〈I Only Have Eyes for You〉               | 알 두빈, 해리 워런         | 3:36      |
| 3. | 〈Looking for the Right One〉              | 스티븐 비숍                | 3:20      |
| 4. | 〈99 Miles from L.A.〉                     | 앨버트 해먼드, 핼 데이비드 | 3:29      |
| 5. | 〈The Same Old Tears on a New Background〉 | 비숍                       | 3:42      |

## 인증
| 국가                       | 인증     | 판매량/출하량 |
| -------------------------- | -------- | ------------- |
| 영국 (BPI)                 | 골드     | 100,000^      |
| 미국 (RIAA)                | 플래티넘 | 1,000,000^    |
| ^출하량을 기반으로 한 인증 |          |               |